# Mundaka (spot de surf)
Pour la commune, voir Mundaka.
Mundaka est un spot de surf espagnol situé en Biscaye dans la commune de Mundaka.

## Palmarès sur ce spot
(mars 2016).
Ce spot renommé accueille régulièrement le championnat du monde de surf. En 2008, ce sera la neuvième étape du championnat qui se déroulera à Mundaka (29 septembre - 12 octobre 2008).
- 2008 : C.J. Hobgood ( États-Unis)
- 2007 : Bobby Martinez ( États-Unis)
- 2006 : Bobby Martinez ( États-Unis)
- 2005 : événement annulé pour manque de vagues
- 2004 : Luke Egan ( Australie)
- 2003 : Kelly Slater ( États-Unis)
- 2002 : Andy Irons ( États-Unis)
- 2001 : événement annulé à la suite des attentats du 11 septembre 2001
- 2000 : Shane Dorian ( États-Unis)
- 1999 : Mark Occhilupo ( Australie)